# Polska Federacja Pueri Cantores
Polska Federacja Pueri Cantores – stowarzyszenie chórów chłopięcych, dziewczęcych, dziecięcych i młodzieżowych działające w ramach Kościoła Rzymskokatolickiego w Polsce. Jest członkiem powołanej w 1944 roku w Paryżu Międzynarodowej Federacji Pueri Cantores.

## Historia
Federacja została utworzona uchwałą Zjazdu Założycielskiego w dniu 14 marca 1992 roku. 27 lipca 1992 r. Sąd Wojewódzki w Tarnowie zarejestrował Polską Federację Pueri Cantores i nadał jej osobowość prawną, a Konferencja Episkopatu Polski w dniu 25 sierpnia tego samego roku zatwierdziła wybór Przewodniczącego Federacji, ks. prof. Andrzeja Zająca i wyraziła zgodę na jej przystąpienie do Federacji Międzynarodowej. W dniu 28 września 1992 r. na posiedzeniu Zarządu Międzynarodowej Federacji Pueri Cantores w Paryżu, Polska Federacja została formalnie przyjęta do Federacji Międzynarodowej.
Obecnie w skład federacji polskiej wchodzi obecnie 37 chórów. Federacja wspiera zrzeszone w niej chóry w działalności muzycznej, liturgicznej, religijnej i kulturalnej. Chóry realizują elitarną misję Federacji, która przejawia się poprzez pielęgnowanie śpiewy liturgicznego – chorału gregoriańskiego i wielogłosowej muzyki chóralnej dawnej i współczesnej.

## Kongresy krajowe
Jedną z form działalności Polskiej Federacji Pueri Cantores jest organizacja kongresów krajowych. Odbywają się one mniej więcej co 2-3 lata. Dotychczas odbyły się następujące zjazdy Federacji:
| lp.  | miasto                   | data                      | hasło przewodnie |
| ---- | ------------------------ | ------------------------- | --- |
| I    | Tarnów                   | 26-29 czerwca 1997        | Cantate Domino in Laetitia – Śpiewajmy Panu z radością                                                                                              |
| II   | Kraków                   | 23-25 czerwca 2000        | Jubilate Deo – Wysławiajmy Pana |
| III  | Poznań                   | 26-29 czerwca 2003        | Cantus amor, Dei amor, iungat nos – Umiłowanie śpiewu, umiłowanie Boga, jednoczy nas                                                                |
| IV   | Toruń                    | 29 czerwca – 2 lipca 2006 | Hymnum gloriae tuae canimus – Hymn chwały Tobie śpiewamy                                                                                            |
| V    | Nowy Sącz                | 11-14 września 2008       | O Crux Ave spes unica – Witaj Krzyżu, jedyna nadziejo nasza                                                                                         |
| VI   | Siedlce – Biała Podlaska | 30 czerwca – 4 lipca 2010 | Introibo ad altare Dei, sumam Christum, qui renovat juventutem meam – Przystapię do ołtarza Bożego, do samego Chrystusa, który odnawia młodość moją |
| VII  | Częstochowa              | 30 kwietnia – 3 maja 2012 | Magnificat anima mea Dominum – Błogosław duszo moja Pana                                                                                            |
| VIII | Poznań                   | 10-13 września 2015       | Ad fontes – Do źródeł |
| IX   | Rzeszów                  | 7-10 września 2017        | Da pacem Domine – Panie, obdarz nas pokojem |
| X    | Lublin                   | 4-7 lipca 2019            | Ut unum sint – Aby byli jedno |
| XI   | Kraków                   | 28-31 lipca 2022          | Veni, Creator Spiritus! |

## Międzynarodowy Kongres Pueri Cantores w Krakowie
W dniach 10-15 lipca 2007 roku w Krakowie odbył się zorganizowany przez Federację Polską XXXIV Międzynarodowy Kongres Pueri Cantores. Wydarzenie to wpisane było w obchody 750-lecia lokacji Krakowa będąc jedną z najważniejszych imprez jubileuszowych o zasięgu międzynarodowym. Kongres odbył się w 60. rocznicę I Międzynarodowego Kongresu Pueri Cantores w Paryżu oraz z racji 15-lecia istnienia Polskiej Federacji. Hasłem przewodnim kongresu był fragment Psalmu 89 [PS 89,2] „Misericordias Domini, in aeternum cantabo” Na wieki wysławiać będę Miłosierdzie Boże. Udział w wydarzeniu wzięło blisko 100 chórów z całego świata.

## Prezydenci
Bieżącą działalnością Federacji kieruje Prezydent. Sposób wybierania Prezydenta oraz jego kompetencje określa Statut Polskiej Federacji Pueri Cantores.
Dotychczas funkcję tę sprawowali:
- ks. Andrzej Zając (1992–2004)
- ks. Robert Tyrała (2004–2009)
- ks. Piotr Paćkowski (2009–2013)
- Mateusz Prendota (2013–2018)

Od 2018 roku Prezydentem Federacji jest ks. Wiesław Hudek.